# Marco Barbo
Marco Barbo (Veneza, 22 de abril de 1420 - Roma, 2 de março de 1491) foi um cardeal do século XV.

## Vida pregressa
Nasceu de uma família patrícia, como o mais velho dos três filhos de Paolo Barbo, patrício veneziano, e Lascaris di Ventimiglia. Parente do Papa Paulo II. Ele foi chamado de Cardeal de Vicenza; de Aquileia', de S. Marcos; ou o patriarca.
Em 20 de novembro de 1438, foi apresentado por seu pai ao cargo de avogadori (magistrado da antiga república veneziana, encarregado de apoiar as razões do fisco nos processos civis e criminais).
Tornou-se senhor da casa do cardeal Pietro Barbo, que o nomeou seu procurador na administração da abadia premonstratense da SS. Severo e Martirio, perto de Orvieto (1449), do qual foi abade commendatario; e seu vigário geral no bispado de Vicenza (1451), mantido em comenda pelo cardeal Barbo até sua eleição para o pontificado. Datam também destes anos os primeiros indícios de benefícios eclesiásticos obtidos por Marco: em novembro de 1452 o Papa Nicolau V atribuiu-lhe in commendam o mosteiro de S. Pietro d'Ossero em Carnaro; em abril de 1453, o de SS. Sergio e Baco na diocese de Scutari e em 30 de outubro de 1453, na abadia beneditina de S. Pietro di Rosazzo em Friuli. Protonotário apostólico e cônego da catedral de Pádua.

## Episcopado
Eleito bispo de Treviso em 14 de novembro de 1455; ocupou a sé até 18 de março de 1470. Nomeado bispo de Vicenza em 17 de setembro de 1464; entronizado em 1º de outubro de 1464. Diz-se que o papa queria criá-lo cardeal no Natal de 1464.

## Cardinalato
Criado cardeal-presbítero no consistório de 18 de setembro de 1467; no dia seguinte, foi publicado na igreja de S. Marco, Roma, e recebeu o chapéu vermelho; e o título de S. Marco, 2 de outubro de 1467. Residiu no palácio de S. Marco, junto ao papa. Em fevereiro de 1468, o papa confiou-lhe a investigação da conspiração de Callimaque. Promovido ao patriarcado de Aquileia, 18 de março de 1470; celebrou um importante conselho provincial; ocupou a sé até sua morte. Em 15 de março de 1471, o papa ofereceu-lhe a sé de Verona, mas ele recusou; três dias depois, foi entregue em comenda ao cardeal Giovanni Michiel. Nesse mesmo mês, recebeu em Roma o duque Borso de Modena. Com a morte do Papa Paulo II, em 26 de julho de 1471, ele levou seu corpo para a Basílica de São Pedro e Mino di Fiesole construiu um túmulo na capela de S. Andrea; os restos do túmulo estão agora no museu de São Pedro.
Cardeal Barbo participou do conclave de 1471, que elegeu o Papa Sisto IV. Nomeado legado na Alemanha, Hungria e Polónia para promover a cruzada contra os turcos, 22 de dezembro de 1471; recebeu 2.083 florins em 6 de fevereiro de 1472, para cobrir as despesas da viagem; deixou Roma para sua legação em 22 de fevereiro de 1472; foi à corte do Sacro Imperador Romano Frederico III; apesar de seus esforços, sua missão teve pouco sucesso. O patriarca voltou a Roma trinta e dois meses depois, em 26 de outubro de 1474; ele foi recebido em consistório público pelo papa.
Recebeu em comenda o mosteiro beneditino de S. Croce di Sansovivo, diocese de Foligno, em 24 de julho de 1476. Foi também abade comendatário do mosteiro de S. Pietro in Rosacio. Eleito camerlengo do Sagrado Colégio dos Cardeais, em 9 de janeiro de 1478; esteve ausente de Roma devido à peste de 25 de junho a 15 de outubro daquele ano; ocupou o cargo até 8 de janeiro de 1479. Promovido a ordem dos cardeais-bispos e a sé suburbana de Palestrina em 6 de novembro de 1478; manteve seu título em comenda até sua morte; o cardeal restaurou a catedral de Palestrina. Protetor do hospício de S. Maria dell'Anima em 1479. Foi para Oriveto e voltou a Roma em 5 de março de 1483; ele ficou longe da cidade tanto quanto possível devido ao mundanismo da corte papal. Participou do conclave de 1484, que elegeu o Papa Inocêncio VIII. Em 11 de novembro de 1489, ele retornou de Palestrina para Roma. Ele era muito culto e tinha uma excelente biblioteca; generoso e caridoso, deixou toda a sua riqueza aos pobres.
O patriarca Marco Barbo morreu em Roma em 2 de março de 1491. Sepultado no túmulo que mandou construir na igreja de S. Marco.